# Bulbostylis parvinux
Bulbostylis parvinux är en halvgräsart som beskrevs av Charles Baron Clarke. Bulbostylis parvinux ingår i släktet Bulbostylis och familjen halvgräs.
Artens utbredningsområde är KwaZulu-Natal. Inga underarter finns listade i Catalogue of Life.